# Annabella Drummond

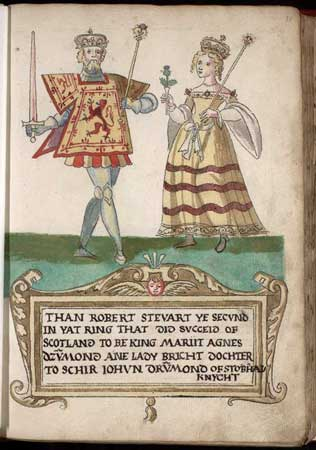
Robert III i Anabella Drummond

Anabella Drummond (ok. 1350 – listopad 1401) – królowa Szkocji jako żona Roberta III.
Była córką Sir Jana Drummonda z Stobhall, i Mary (Marii) Montifex, córki Sir Wilhelma Montifexa. W 1366 lub 1367 poślubiła Jana Stewarta (przyszłego króla jako Robert III), a w 1390 została koronowana razem ze swoim mężem w Scone, na królową-małżonkę Szkocji. Zmarła również w Scone i została pochowana w Dunfermline (Fife).
Anabella i Robert mieli kilkoro dzieci:
- Dawida (ur. 1378, zm. 1402) - księcia Rothesay, od 1399 męża Marjorie (zm. 1421), córki Archibalda Douglasa, 3. earla Douglas (bezdzietni);
- Jakuba I;
- Roberta (zm. młodo);
- Małgorzatę - zwaną Lady of Galloway (zm. 1449/1456), żonę Archibalda Douglasa, 4. earla Douglas (ur. 1370?, zm. 1424), z którym miała czworo dzieci;
- Marię lub Mariot (zm. ok. 1458), żonę kolejno: Jerzego Douglasa, 13. earla Angus (zm. 1402/1405; po nich dzieci), Sir Jakuba Kennedy of Dunure (zm. 1408; po nich dzieci), od 1413 Wilhelma, 1. lorda Graham of Kincardine (zm. 1424; po nich dzieci), od 1425 Sir Wilhelma Edmonstona of Duntreath (dzieci);
- Egidię (zm. niezamężnie);
- Elżbietę (zm. przed 1411), żona Sir Jakuba Douglasa, 1. lorda Dalkeith (zm. 1441; po nich dzieci).